# やかんの麦茶
やかんの麦茶（やかんのむぎちゃ）は、日本コカ・コーラが販売している麦茶飲料。

## 概要
90度以上の高温で一気に煮出す独自製法で、やかんで煮出した麦茶のような味わいと香りを実現したとされる。
2021年4月 「やかんの麦茶 from 一（はじめ）」が発売。前年まで麦茶製品は「茶流彩彩」ブランドを使用していたが、「炒った麦を煮出して飲む風習が麦茶の起源(はじめ)であること、一から丁寧にひと手間かけることへのこだわり、ひと息つくときに飲んでほしいという思い」から当初は「一（はじめ）」ブランドが用いられた。
2022年3月 「やかんの麦茶」は発売から11ヶ月で累計出荷本数3億本を突破。これは、過去10年間で発売されたコカ・コーラ社の新製品としては最速で、「い・ろ・は・す」「檸檬堂」「綾鷹カフェ 抹茶ラテ」など数あるヒット商品を上回るペースとなる。また、ITI（国際味覚審査機構）が実施する国際的な審査会で「優秀味覚賞」を受賞。
2023年4月 「やかんの麦茶」は発売から2年で累計出荷本数7億本を達成。国産大麦を新たにブレンドした「やかんの麦茶」は、味わい・パッケージデザインのリニューアルとともに、「爽健美茶」ブランドに移籍して「やかんの麦茶 from 爽健美茶」として再スタートした。
2024年4月 「やかんの麦茶」の派生商品としてローズヒップ由来のティリロサイドの働きを持つ成分を配合し、BMIが高めのユーザーの体脂肪を減らす機能を付加した機能性表示食品の麦茶「やかんの濃（こい）麦茶」が発売された。

### 広報活動
2021年4月26日の発売に合わせブランドアンバサダーには小芝風花を起用。翌日からは「やかんで煮出した本格的な麦茶をふるまう『やかんの麦茶屋』のほっとする世界観」をイメージ化したCMシリーズの放映を展開。4年目を迎えた2024年6月17日発売のリニューアルでは、「実家の麦茶のおいしさを思い出し、母のぬくもりを感じ、喉と心が潤う」という新たなブランドイメージを元にパッケージデザインを一新。同日より放映されるCMには引き続き小芝風花を起用。
2024年4月22日から発売の「やかんの濃麦茶」のCMには阿部寛が起用され、2024年4月23日よりCMが放映された。
2025年4月14日のリニューアルでは、アニメ『クレヨンしんちゃん』とコラボレートし高橋文哉・原田泰造・麻生久美子・畑芽育が野原家に扮した実写化ショートドラマ『もうひとつのクレヨンしんちゃん やかんの家族だゾ！』シリーズを制作し、リニューアルに先立つ同月9日から順次、製品公式Instagramアカウントや日本コカ・コーラ公式YouTubeチャンネルで公開された。
過去のCM出演者
- かまいたち（2022年 - 2023年）- 小芝が店主を務める『やかんの麦茶屋』の常連として登場[14]。

## 商品ラインナップ

### 現行商品（2024年12月現在）
- やかんの麦茶 from 爽健美茶
  - 全国展開 - 2000mlPET/950mlPET/650mlPET/600mlPET自販機向け
    - ラベルレス - 2000mlPET/650mlPET/410mlPET
    - ホット専用 - 440mlPET

  - みちのくエリア限定 - 525mlPET/280mlPET
- やかんの濃麦茶 from 爽健美茶
  - 全国展開 - 600mlPET